# Doina Gherman

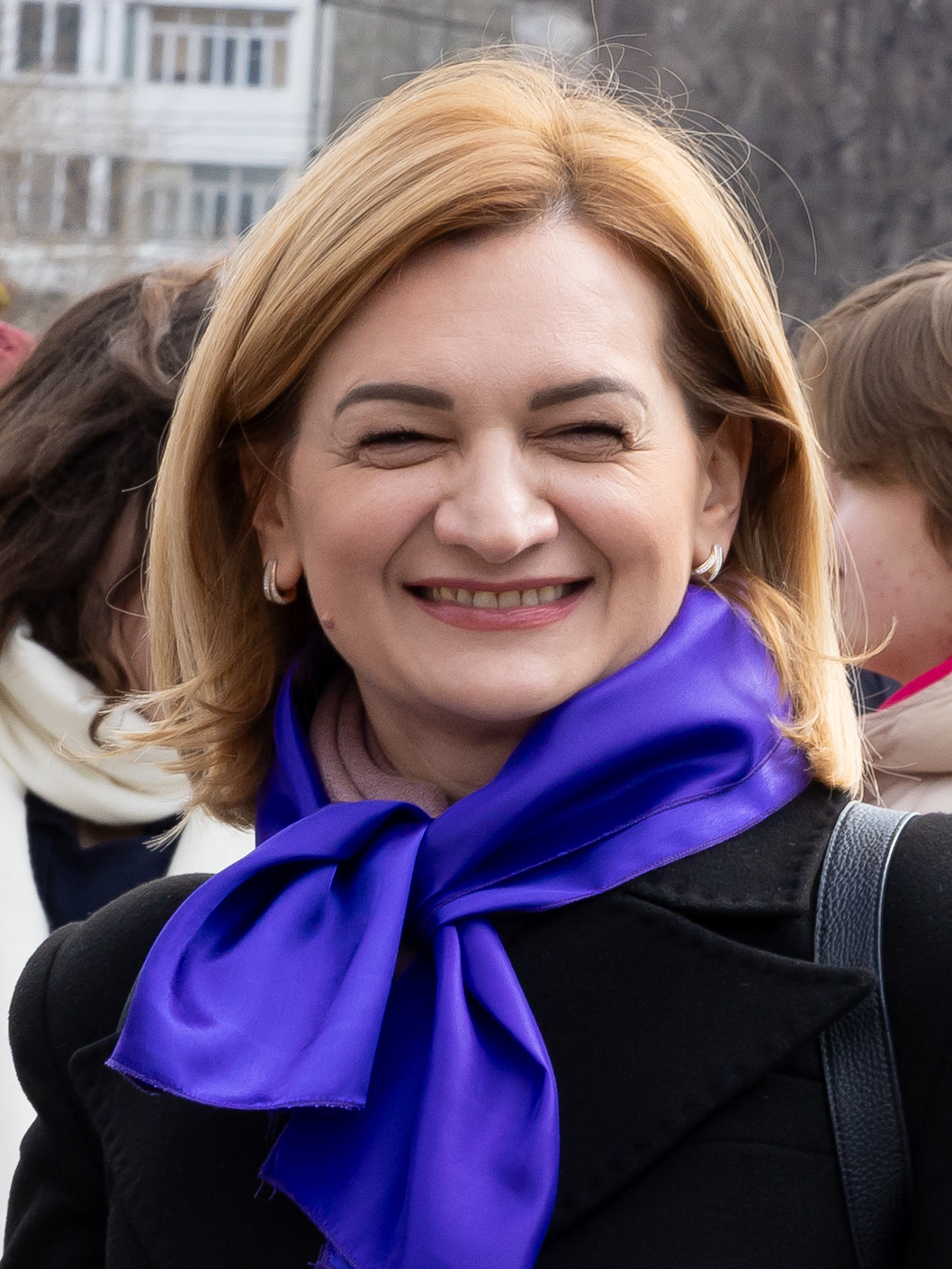
Doina Gherman, 2024

Doina Gherman (* 29. November 1982 in Chișinău, Moldauische SSR, Sowjetunion) ist eine moldauische Politikerin (PAS) und Abgeordnete des Parlaments. Die Frauenrechtlerin wurde 2022 mit dem International Women of Courage Award (IWOC) des Außenministeriums der Vereinigten Staaten ausgezeichnet.

## Leben
Doina Gherman erwarb einen Bachelorabschluss in Fremdsprachen der Staatlichen Alecu-Russo-Universität Bălți sowie den Master in Management der Moldauischen Akademie für öffentliche Verwaltung. Sie arbeitete als Inspektorin im staatlichen Zolldienst und unterrichtete Kommunikation und Branding am Institut für Bildungswissenschaft. Sie spricht Rumänisch, Russisch, Französisch und Englisch.
Gherman wurde 2019 Abgeordnete und saß dort im Ausschuss für Menschenrechte. Danach wurde sie Vorsitzende des Ausschusses für Außenpolitik und Europäische Integration. Sie ist stellvertretende Vorsitzende der Partidul Acțiune și Solidaritate (PAS, Partei der Aktion und Solidarität) und leitet deren Frauenorganisation.

## Engagement und Ehrung
Doina Gherman setzt sich als Abgeordnete für Gleichberechtigung und Frauenrechte sowie für den Schutz Überlebender häuslicher und geschlechtsspezifischer Gewalt ein. Für ihr Engagement wurde sie mit dem „International Women of Courage Award“ ausgezeichnet. Der Preis wurde am 14. März 2022 von Außenminister Antony Blinken und Jill Biden verliehen. Die virtuelle Übergabe war durch die COVID-19-Pandemie bedingt. Unter den zwölf Ausgezeichneten des Jahres war mit Carmen Gheorghe eine Romni aus dem Nachbarland Rumänien. Gherman war die erste Moldauerin, die diese Auszeichnung erhielt.